# The Resurrection of Pigboy Crabshaw
The Resurrection of Pigboy Crabshaw är ett musikalbum av Paul Butterfield Blues Band som lanserades 1967 på Elektra Records. Mike Bloomfield hade lämnat gruppen innan det här albumet vilket gjorde att Elvin Bishops gitarrspel nu gavs mer utrymme. På detta album får gruppens grundläggande bluesinspiration sällskap av soul, jazz och psykedeliska influenser. Skivan var den första där gruppen hade med en större blåssektion.

## Låtlista
(kompositör inom parentes)
1. "One More Heartache" (Smokey Robinson, The Miracles) – 3:20
2. "Driftin' and Driftin'" (Charles Brown, Johnny Moore, Eddie Williams) – 9:09
3. "I Pity the Fool" (Deadric Malone) – 6:00
4. "Born Under a Bad Sign" (William Bell, Booker T. Jones) – 4:10
5. "Run Out of Time" (Paul Butterfield, Gene Dinwiddie, Peterson) – 2:59
6. "Double Trouble" (Otis Rush) – 5:38
7. "Drivin' Wheel" (Roosevelt Sykes) – 5:34
8. "Droppin' Out" (Paul Butterfield, Tucker Zimmerman) – 2:16
9. "Tollin' Bells" (Trad. Butterfield Blues Band) – 5:23

## Listplaceringar
- Billboard 200, USA: #52[1]